# Ludus de nato Infante mirificus
 (mars 2024).
Ludus de nato Infante mirificus (Spectacle sur la naissance de l'enfant prodigieux) est un spectacle de Noël du compositeur Carl Orff, créé le 11 décembre 1960 au Théâtre national de Stuttgart (Wurtemberg).
Il s'agit du deuxième volet d'une série de spectacles bavarois de Carl Orff, le premier étant le "Weihnachtsspiel", sur une musique de Gunild Keetman.
Musicalement parlant, l'œuvre est influencée par les traditions musicales bavaroises de Noël, malgré des choix inhabituels qui caractérisent l'œuvre d'Orff, notamment l'utilisation de l'accompagnement musical de la harpe et de la guitare, qui dictent un cadre angélique et pour la dimension qui lui est donnée, à Noël. Dans l’intrigue, l’Homme est coincé entre les bonnes puissances (incarnées par les anges invisibles) et les forces du mal, incarnées par les sorcières. Ce n’est qu’après une auto-analyse minutieuse de conscience et de foi que l’homme choisira le bon chemin. L'œuvre est un extrait de Comoedia de Christi Resurrectione, l'œuvre pascale d'Orff.
En juillet 1971, à Munich, fut créée une deuxième version dirigée par Orff lui-même et qui a fait l'objet d'un enregistrement. Parmi les interprètes figuraient Elfie Pertramer, Maxie Graf, Fritz Strassner, Ludwig Schmid-Wildy, Gustl Weishappel et les enfants du chœur Tölzer Knabenchors.

## Rôles
- Deux sorcières
- Un berger
- Une vieille sorcière
- Enfants dans la neige
- Chœur des anges du ciel
- Voix de garçons et de femmes
- Voix des fleurs endormies
- Voix de la Terre Mère